# Antocha flavidibasis
Antocha flavidibasis är en tvåvingeart som beskrevs av Alexander 1938. Antocha flavidibasis ingår i släktet Antocha och familjen småharkrankar. Inga underarter finns listade i Catalogue of Life.